# Stergios-Marios Bilas
Stergios-Marios Bilas (in greco Στέργιος Μάριος Μπίλας?; 21 novembre 2001) è un nuotatore greco.

## Biografia
Agli europei in vasca corta di Otopeni del 2023 vince la medaglia di bronzo nella staffetta 4x50 metri stile libero. Nel 2024, agli europei di Belgrado, sale invece sul gradino più alto del podio nei 50 metri farfalla.

## Palmarès
- Europei

Belgrado 2024: oro nei 50m farfalla, argento nei 50m sl, bronzo nella 4x100m sl.
- Europei in vasca corta

Otopeni 2023: bronzo nella 4x50m sl.
- Giochi del Mediterraneo

Orano 2022: argento nella 4x100m sl.
- Europei U23

Dublino 2023: oro nei 50m sl e nei 50m farfalla.